# Къмпулунг Молдовенеск
 Тази статия е за града в историческата област Молдова.  За града във Влашко вижте Къмпулунг.  
Къмпулунг Молдовенеск (на румънски: Câmpulung Moldovenesc, в превод „Молдовско дълго поле“; на украински: Довгопілля) е град в най-северната част на Румъния, в историческата област Буковина. Къмпулунг Молдовенеск е четвъртият по важност град в окръг Сучава. Населението му е около 16 100 души (2011).

## География
Къмпулунг Молдовенеск се намира в най-северните части на Румъния, в историческата област Буковина, на около 185 км северозападно от град Яш.
През града преминава река Молдова. Надморската височина е приблизително 640 м. Край града се намират най-июзточните дялове на Карпатите.

## Население
По-голямата част от населението на Къмпулунг Молдовенеск е съставена от румънци, а от малцинствата има само цигани. Преди Втората световна война тук е имало и значителен брой евреи.